# Salttolerance i afgrøder
En afgrødes salttolerance er et udtryk for, hvor meget salt planten kan tåle i den jord, den vokser i, uden at det påvirker dens vækst og udbytte negativt. Saltholdigheden i jorden eller det vand, der kunstvandes med, betegnes ofte som jordens eller vandets salinitet. 
Salttolerance spiller en vigtig rolle i kunstvandede arealer i (semi)aride områder, hvor jordens saltindhold kan være højt som et resultat af salinisering. Det omfatter hundrede millioner af hektar.  En regional fordeling af de 3.230.000 km2 saltpåvirket jord på verdensplan er vist i saltpåvirkede områder, som er baseret på FAO/UNESCOs Jordkort over Verden . 
Derudover i områder, hvor der bruges kunstvanding med sprinklersystem, kan saltet vand fra sprinklere skade afgrøder betydeligt i form af svedne blade, uanset om jorden er saltholdig eller ej.

## Historie
En af de første undersøgelser, der er udført over jordens salinitet og planters reaktion, blev udgivet i USDA Agriculture Handbook nr. 60, 1954.  Mere end 20 år senere udgav Maas og Hoffman resultater fra en omfattende undersøgelse vedrørende salttolerance.  I 2001 bidrog en canadisk undersøgelse yderligere med en væsentlig mængde data.  I 2002 gennemførte FAO en omfattende undersøgelse af tolerancer rapporteret på verdensplan. 

De fleste undersøgelser blev udført med potte- eller tøndeforsøg eller i lysimetre under kontrollerede betingelser. På grund af høje omkostninger, mere besvær, manglende kontrol over planternes vækstbetingelser - udover jordens salinitet og større tilfældig variation i afgrødeudbytte - er indsamling af feltdata under landmændenes betingelser ofte ikke muligt. Det er dog med statistiske metoder muligt at registrere toleranceniveauet fra feltdata. Salt Farm Texel, en hollandsk forskningsvirksomhed, har identificeret forskellige afgrøder, der har en betydelig mængde salttolerance. 

## Klassifikation
Jord- og vandsalinitet kan udtrykkes på forskellige måder. Den mest almindelige parameter anvendt i jordens salinitet er elektriske ledningsevne af ekstraktet (ECe) fra en mættet jordpasta i enheden deciSiemens pr. meter (dS/m) (tidligere målt i millimhos pr. centimeter (mmho/cm)). Bernstein præsenterede følgende jordklassificering baseret på ECe i dS/m:
	ECe 0-2: ikke-saltholdig jord
	ECe 2–4: Let saltholdig, udbyttet af følsomme afgrøder reduceres
	ECe 4–8: Moderat saltholdig, udbyttereduktion for mange afgrøder
	ECe 8–16: Saltholdig, normalt udbytte kun for salttolerante afgrøder
	ECe > 16: Rimeligt udbytte kun for meget salttolerante afgrøder

## Modellering
En almindelig måde at præsentere afgrødesalinitetsdata på er i henhold til Maas-Hoffman-modellen (se figuren ovenfor): en vandret linje, der forbindes med en nedadgående skrå linje. Knækpunktet kaldes også tærskelværdi eller tolerance. For feltdata med tilfældig variation kan toleranceniveauet bestemmes ved hjælp af segmenteret regression .  Idet Maas-Hoffman-modellen er tilpasset data ifølge mindste kvadraters metoden, har data i den sidste del af kurven indflydelse på knækpunktets placering.
En anden metode er beskrevet af Van Genuchten og Gupta.  Den anvender en omvendt S-kurve, som vist i figuren til venstre. Denne model anerkender, at den sidste del af kurven kan have en fladere hældning end midterdelen. Den angiver ikke et skarpt toleranceniveau.
Anvendelsen af Maas-Hoffman-modellen i situationer med en flad tendens i den sidste del af kurven kan føre til et knækpunkt med en lav ECe-værdi. Dette skyldes, at modellen er baseret på at minimere afvigelserne mellem de modellerede og observerede værdier over hele området (dvs. også i den flade ende).
Ved brug af logistiske sigmoid funktionen for de samme data, der blev anvendt i Van Genuchten-Gupta-modellen, bliver kurvens bøjning mere udtalt, og der opnås en bedre tilpasning.
En tredje model er baseret på delvis regression metoden,  hvorved man finder det længste horisontale udsnit (området uden effekt ) af udbytte-ECe-forholdet, hvorefter udbyttet begynder at falde (se figuren nedenfor). Med denne metode spiller tendensen i den sidste del af kurven ingen rolle. Som følge heraf er toleranceniveauet (knækpunktet, tærsklen) højere (4,9 dS/m) end ifølge Maas-Hoffman-modellen (3,3 dS/m, se den anden figur ovenfor med de samme data). Der opnås også en bedre tilpasning. 

## Forøgelse af tolerance
I øjeblikket udføres der en betydelig mængde forskning for at udvikle landbrugsafgrøder med højere salttolerance for at forbedre afgrødedyrkningen i saliniserede områder. 

## Bladskader
I Australien blev følgende klassificering af salinitet i sprinklervand udviklet:
| Følsomhed        | Klorid (mg/L) | Natrium (mg/L) | Påvirkede afgrøder                               |
| ---------------- | ------------- | -------------- | ------------------------------------------------ |
| Følsom           | <178          | <114           | Mandel, abrikos, citrus, blomme                  |
| Moderat følsom   | 178–355       | 114–229        | Peberfrugt, drue, kartoffel, tomat               |
| Moderat tolerant | 355–710       | 229–458        | Byg, agurk, majs                                 |
| Tolerant         | >710          | >458           | Blomkål, bomuld, saflor, sesam, sorgum, solsikke |